# Tembok (Tejakula)
Tembok is een bestuurslaag in het regentschap Buleleng van de provincie Bali, Indonesië. Tembok telt 5241 inwoners (volkstelling 2010).